# Vorstelllast
Als Vorstelllast wird die Last bezeichnet, die sich bei Zahnradbahnen vor dem Triebfahrzeug befindet, da sich ab einer gewissen Steigung aus Sicherheitsgründen das Triebfahrzeug auf der Talseite befinden muss. Kann deswegen bergwärts keine Anhängelast befördert werden, muss die Last vor das Triebfahrzeug gestellt werden. Die Vorstelllast ist somit die Masse, die ein Triebfahrzeug neben seiner Eigenmasse auf der angegebenen Steigung befördern kann. Sie wird in der Regel in Tonnen angegeben.